# خندق‌لو (بجنورد)
خندق‌لو (بجنورد)، روستایی از توابع بخش مرکزی شهرستان بجنورد در استان خراسان شمالی ایران است.

## جمعیت
این روستا در دهستان بدرانلو قرار دارد و براساس سرشماری مرکز آمار ایران در سال ۱۳۸۵، جمعیت آن ۳۹۳ نفر (۹۴خانوار) بوده‌است.

## زبان
مردم روستا کرد هستند و به زبان کردی حرف می زنند.